# Cycas apoa
Cycas apoa — вид голонасінних рослин класу саговникоподібні (Cycadopsida).

## Опис
Стебла деревовиді, до 2,5 м заввишки. Листки яскраво-зелені, дуже блискучі, довжиною 180–250 см. Пилкові шишки вузько-яйцевиді, оранжеві. Мегаспорофільні пластинки ланцетні, довжиною 35 мм, шириною 16 мм. Насіння плоске, яйцевиде, 45–50 мм, шириною 40 мм; саркотеста помаранчево-коричнева.

## Поширення, екологія
Країни поширення: Індонезія (острів Нова Гвінея); Папуа Нова Гвінея (острів Нова Гвінея). Цей вид зустрічається спорадичним і розсіяним чином, в більш-менш закритому мезофільному лісі у вологих низинних районах, а іноді і в сезонно затоплюваних ділянках, але найчастіше на низьких хребтах.

## Загрози та охорона
На області, де росте вид, нині впливає розширення сільського господарства.